# Бакла
Бакла́ (крим. Baqla — квасоля) — урочище в Бахчисарайському районі Криму. Розташоване на крутому південному схилі внутрішньої гряди Кримських гір за 2,5 км північний схід від села Скалистого.

## Геологія
Крутий укіс куести складається з міцного мохуваткового пласта, поверх якого залягають нуммулітові вапняки. Ці пласти мають різну міцність і руйнуються з різною швидкістю. Внаслідок цього тут добре виражені два карнизи і тераса між ними. Форми вивітрювання вапняку набувають оригінальних форм, а у вапняках на крутих схилах куести можна побачити мушлі викопних молюсків, морських їжаків та інших мешканців давнього мілководного моря, що існувало тут більше 50 млн років тому.
З оригінальних форм вивітрювання примітний 40-метровий сфінкс, нижче якого по схилу ряди тисяч природних заглиблень — прикладів стільникового вивітрювання гірських порід.
Бакла приваблює відвідувачів відслоненнями гірських порід, що стали в 1984 році об'єктом офіційної екскурсії Міжнародного геологічного конгресу, який проходив тоді в Криму. Тут проходять польову практику майбутні геологи вузів України, Росії, Білорусі і Польщі.

## Печерні міста— Бакла
Приблизно в другій половині III століття на вершині Бакли було засновано укріплене поселення. У V—VI ст. (першій половині) тут було споруджено першу лінію його оборони, в VIII—IX сторіччях вона була посилена. Стіни захищали найвразливіший південний пологий схил. В кінці III — початку IV століть укріплення становило єдине ціле з іншим селищем, з південної сторони якого розміщувалися господарські будівлі виноробного комплексу. В VI ст. на місці виноробного комплексу побудували замок. Його оборонні споруди були складені з великих блоків вапняку на вапняному розчині. Бойові печери були розташовані під західною ділянкою цитаделі в 20-метровому обриві. До деяких з них вели люки, до інших — висічені в скелі сходи. Тут несли дозор і вели фланговий обстріл наступаючого ворога лучники і пращники. Приміщення господарського і оборонного призначення вирубувалися в мергелях та вапняках крейдяного карнизу куести. Замок був захищений ровом. Слобода і сільське поселення, які прилягали до замку, не були захищені стінами, що було характерно для феодальних комплексів середньовіччя. На місці сільського поселення часто знаходять уламки великих глиняних піфосів; в східній частині виявлено залишки гончарної печі.
Зараз на території Бакли можна побачити сліди двоповерхових тісно розташованих будинків і вузеньких вулиць, невеликого храму IX ст. До комплексу входять житлові приміщення, висічені в скелях могили, зернові ями, рештки виноградних пресів, кладки стін, залишки фортечної стіни і башти, жолоби для збору води, сходи, печерна церква, близько 100 штучних печер, вирубаних у вапняках і розташованих в два яруси. Печери мали господарське і оборонне призначення, населення ж жило в наземних спорудах, які не збереглися.
На західній околиці Бакли збереглися залишки великої церкви і чотирикутних склепів, висічених в скелі. Це мабуть монастир. У скелях вирубані напівкруглі келії з низькими коридорами, у стінах яких видовбані ніші для світильників і лампад. Тут же знаходиться грот з настінними малюнками: фігури святих мучеників, хрести, силуети храму, кораблів і риб. Над цим церковним комплексом в виступі скелі знаходиться досить невелика печерна церква.
Недалеко від церкви, вниз за течією річечки Куба в 1970 році відкрито некрополь V—IX століть. У результаті розкопок досліджено понад 800 поховальних споруд, в основному склепів, у яких ховали з IV по XI століття н. е. У Бахчисарайському музеї представлені речі з поховань: візантійські поясна пряжка і браслет, дві фібули (що скріплюються на грудях ланцюжком), кільця, хрести, посуд з кераміки та скла.
У долині навпроти Бакли відкриті рештки трьох храмів. Найдавніший з них зведено в VIII—IX ст. В X—XI ст. було споруджено хрещатий у перерізі храм, від якого збереглися уламки арочного порталу та фрагменти фризу візантійського стилю. У XII—XIII ст. на місці храму був зведений інший, простіший.
Городище загинуло під ударами татарського війська золотоординського беклярбека Ногая в 1299 році.
Бакла вперше вивчалася співробітниками Кримського краєзнавчого музею в 1929 році, з 1961 року її вивченням займався Державний історичний музей. У пострадянський час Бакла і навколишні некрополі піддаються розграбуванню «чорними археологами».

## Галерея

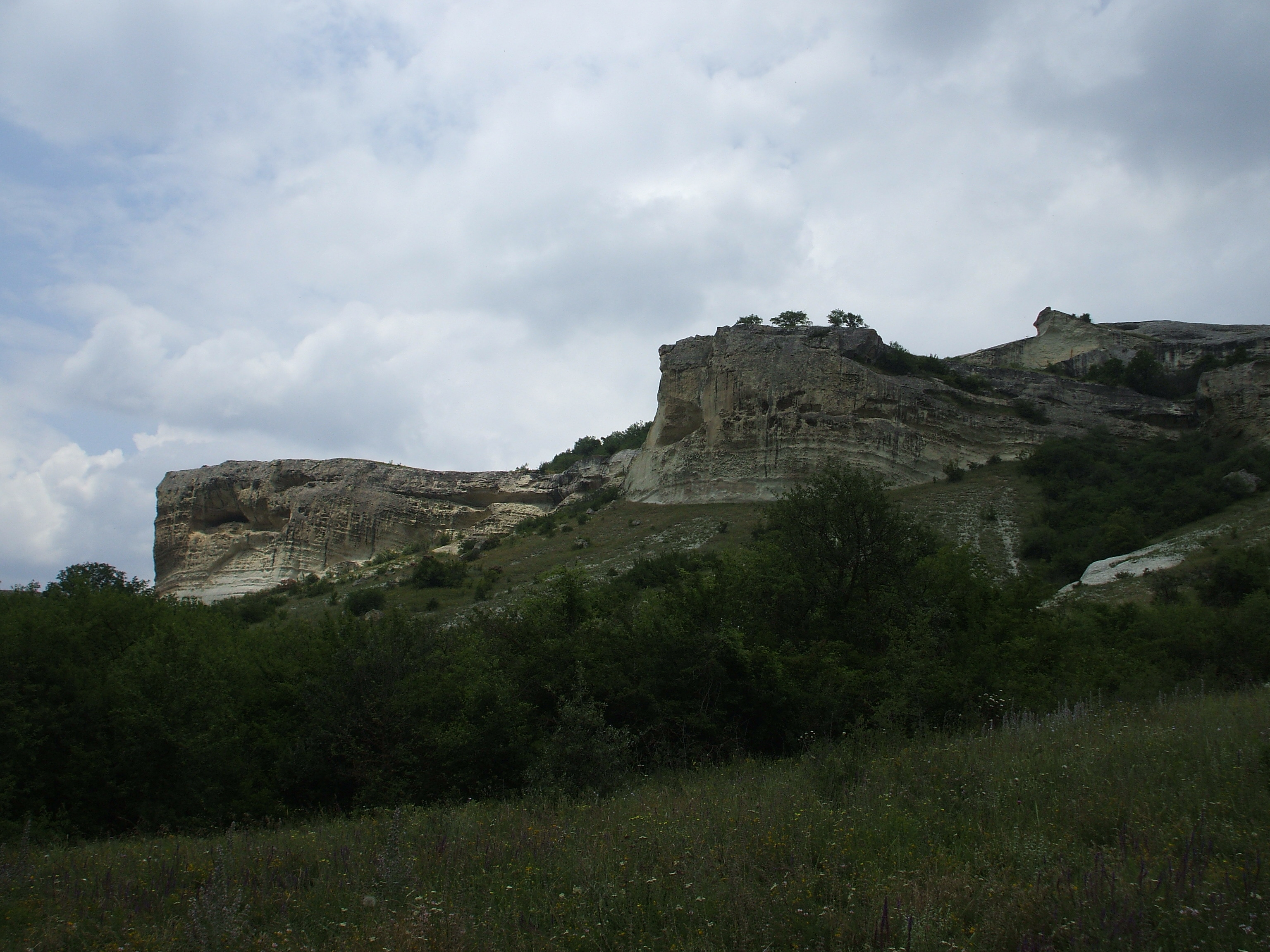
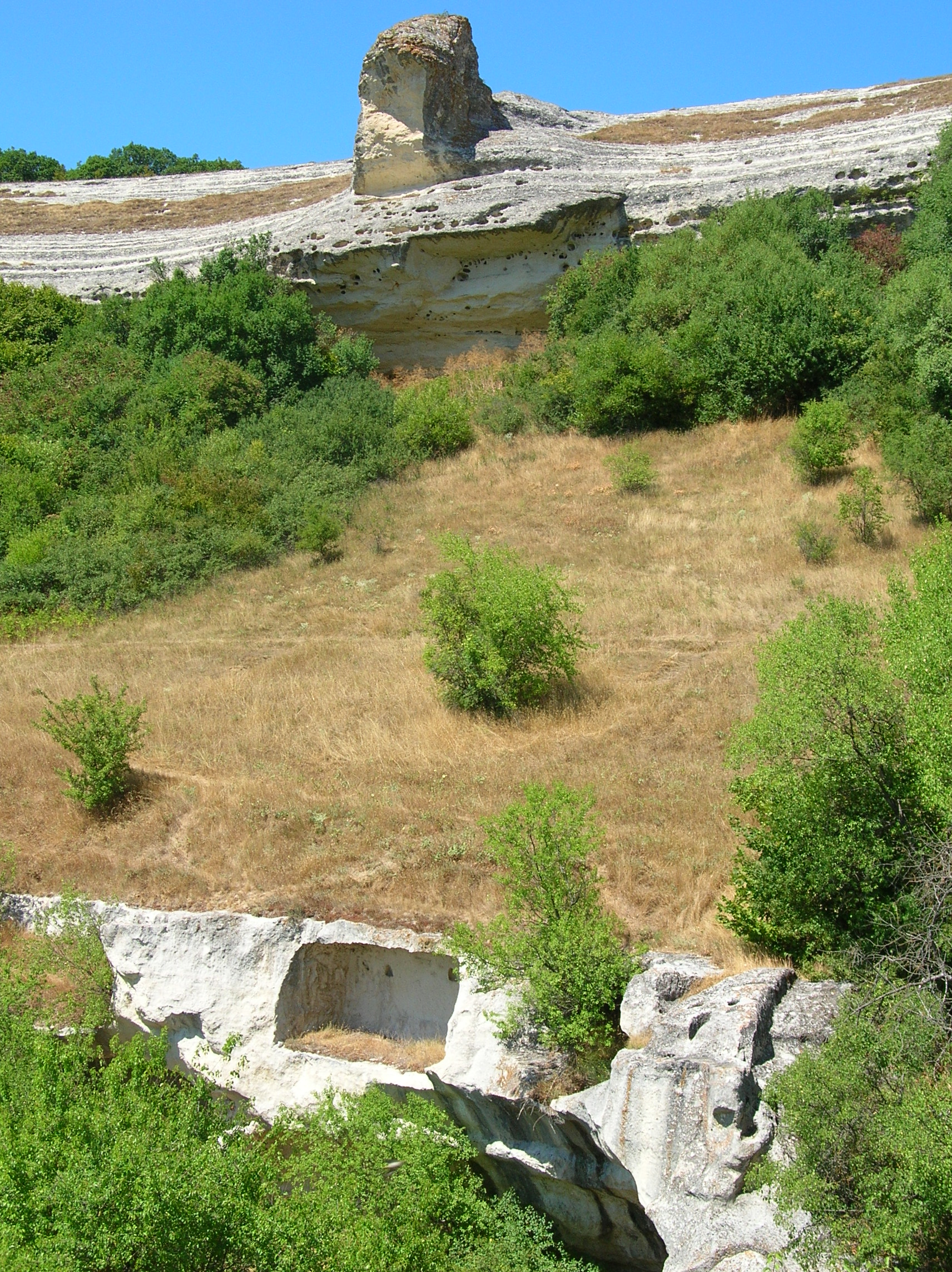
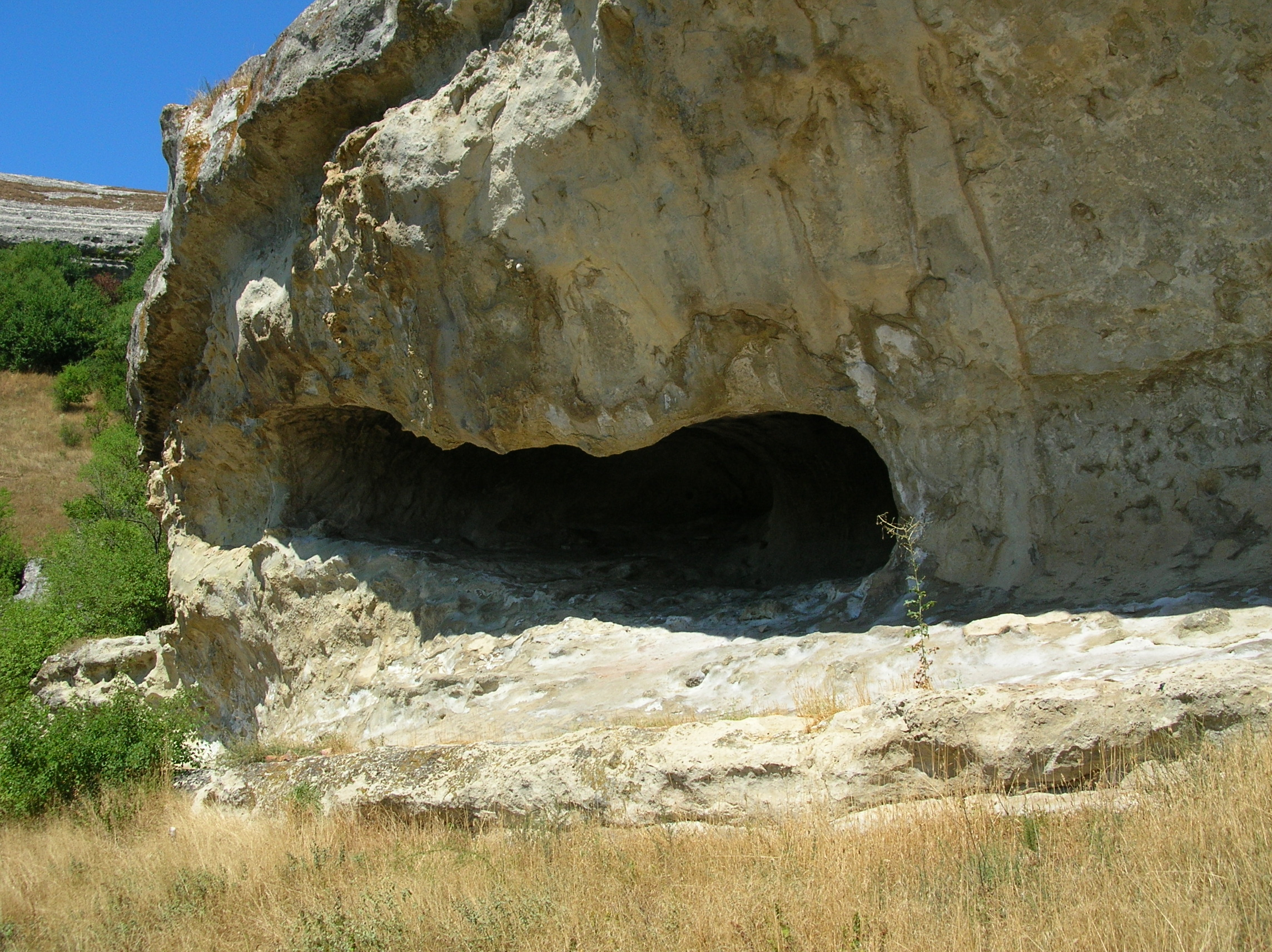
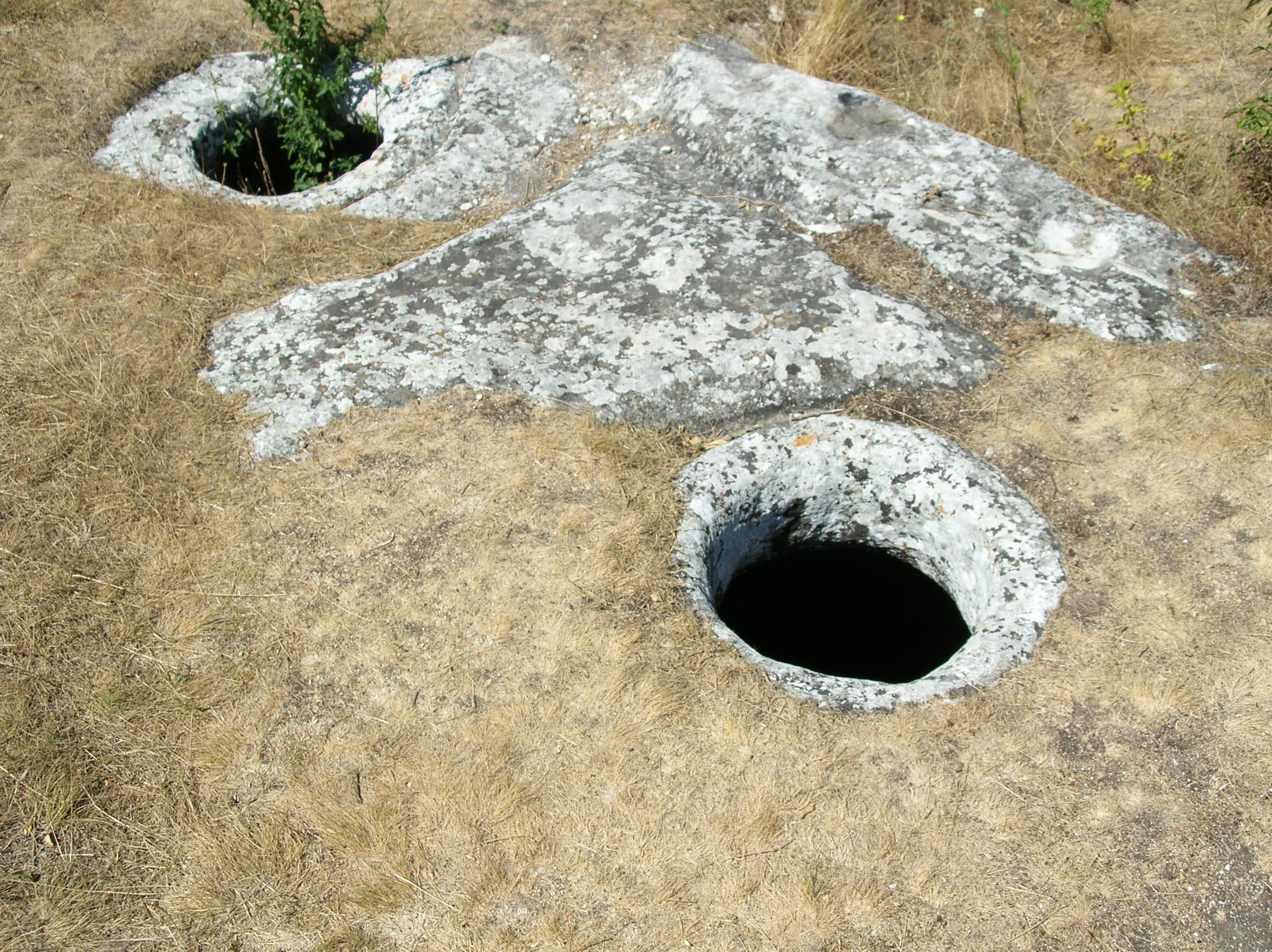
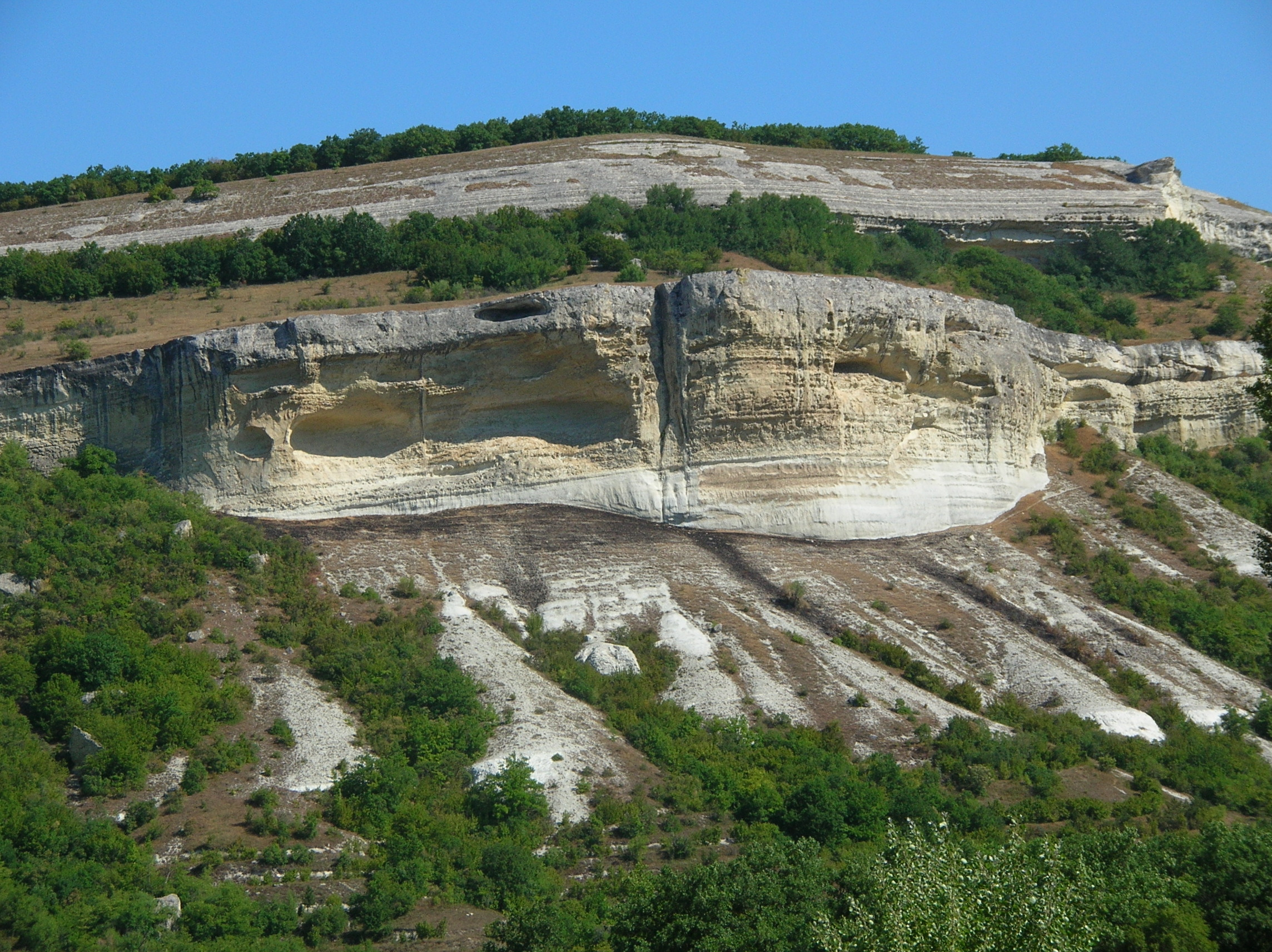
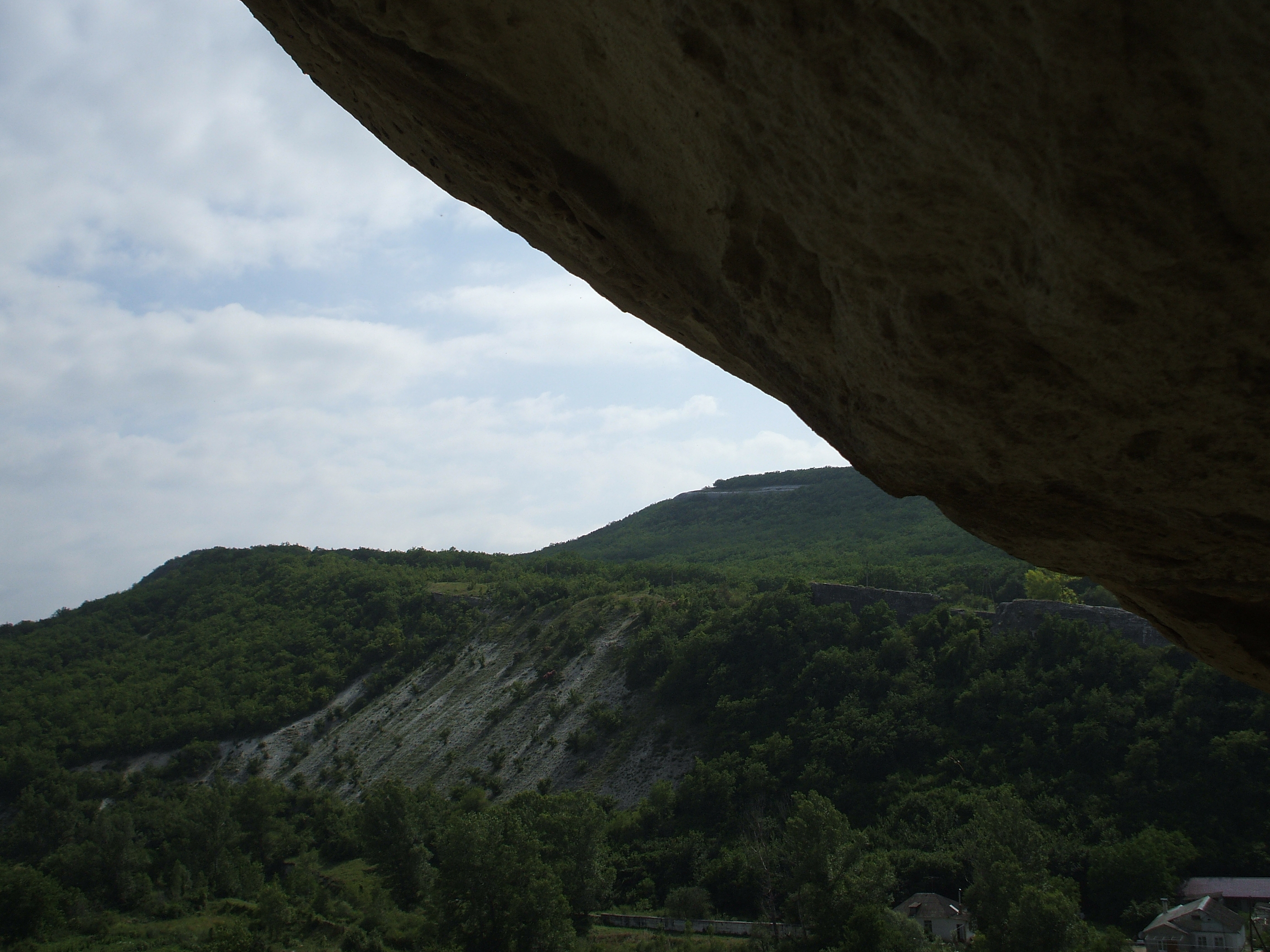
Шайтан-Коба стоянка стародавньої людини